# Chihuahua (chef)
Pour les articles homonymes, voir Chihuahua.
Chihuahua ou Chewawa (Kla-esh ou Tłá’í’ez en mescalero-chiricahua, ce qui signifie "Pousser quelque chose sous quelque chose d’autre avec son pied") est né vers 1822-1825 et est mort le 25 juillet 1901. Il était le chef des Chokonens de la bande Tsokanende des Apaches Chiricahuas qui effectua plusieurs raids contre des colons d'Arizona dans les années 1870 et 1880. Son frère aîné, Ulzana (vers 1821-1909), plus tard connu comme le chef d’un raid très célèbre à travers le Nouveau-Mexique et l’Arizona en 1885, était son chef de guerre (son segundo).

## Biographie
Protégé de Cochise, il combattit sous les ordres de ce dernier, et il se rendit avec lui en 1872 pour vivre dans la réserve de San Carlos dans le sud de l’Arizona, où il devint sergent-chef d’une compagnie de scouts apaches en 1880 sous le commandement du lieutenant James A. Maney. 
Les deux frères — Chihuahua et Ulzana — ont suivi Cochise volontairement, mais après la mort de celui-ci, ils — avec Skinya (vers 1825–1876) et son frère Pionsenay (vers 1830–1878) — n’ont pas reconnu le leadership des fils de Cochise. Skinya (beau-frère de Naiche) sera tué par Naiche (vers 1857-1919), et Pionsenay (frère cadet de Skinya) grièvement blessé par Tahzay (vers 1843-1876).
Trois ans plus tard, Chihuahua fuit la réserve pour diriger un parti de guerre au Mexique, mais se rend peu après au général George Crook, en 1883.
Il quitte de nouveau la réserve de San Carlos avec Geronimo et d’autres chefs en 1885 après l’incident de tiswin et opère des descentes au Mexique, avant de se rendre de nouveau à Crook en 1886. 
Le 7 avril 1886, Chihuahua est envoyé à Fort Marion, en Floride, avec les autres Chiricahuas. En mai 1888, il est transféré à la caserne Mount Vernon à Mobile, en Alabama. En octobre 1893, les autres sont transférés à Fort Sill, en Oklahoma. Un cimetière et la colline sur laquelle il vivait à Fort Sill portent son nom.